# 1865 w literaturze
Wydarzenia literackie w 1865 roku.

## Nowe książki
- polskie
  - Fortepian Szopena – Cyprian Kamil Norwid
- zagraniczne
  - Przygody Alicji w Krainie Czarów (Alice's Adventures in Wonderland) – Lewis Carroll
  - Nasz wspólny przyjaciel (Our Mutual Friend) – Charles Dickens
  - Z Ziemi na Księżyc (De la Terre a la Lune) – Juliusz Verne
  - Atalanta w Kalidonie (Atalanta in Calydon) – Algernon Charles Swinburne

## Urodzili się
- 12 lutego – Kazimierz Przerwa-Tetmajer, polski poeta okresu Młodej Polski (zm. 1940)
- 8 marca – Leo Belmont, polski prozaik, poeta, eseista i tłumacz (zm. 1941)
- 16 marca – Aspazija, łotewska poetka i dramatopisarka (zm. 1943)
- 9 kwietnia – Adela Florence Nicolson, angielska poetka (zm. 1904)
- 3 maja – Michael Berkowitz, żydowski pedagog i pisarz (zm. 1935)
- 15 maja – Albert Verwey, holenderski poeta, krytyk literacki i historyk literatury (zm. 1937)
- 13 czerwca – William Butler Yeats, irlandzki poeta i dramaturg (zm. 1939)
- 28 czerwca – Otto Julius Bierbaum, niemiecki prozaik, poeta i dziennikarz (zm. 1910)
- 2 lipca – Lily Braun, niemiecka feministyczna pisarka (zm. 1916)
- 2 sierpnia – Irving Babbitt, amerykański krytyk literacki (zm. 1933)
- 14 sierpnia – Dmitrij Mereżkowski, rosyjski pisarz, poeta, krytyk literacki, historyk, filozof i tłumacz (zm. 1941)
- 16 sierpnia – Mary Gilmore, australijska poetka (zm. 1962)
- 8 września – Adolfo Albertazzi, włoski pisarz (zm. 1924)
- 23 września – Emmuska Orczy, angielska pisarka pochodzenia węgierskiego (zm. 1947)
- 11 września – Rainis, łotewski pisarz, dramaturg i tłumacz (zm. 1929)
- 4 listopada – Max Halbe, niemiecki dramaturg, główny przedstawiciel naturalizmu (zm. 1944)
- 10 listopada – Władysław Umiński, polski pisarz, prekursor literatury science-fiction (zm. 1954)
- 15 listopada – Lea Fatur, słoweńska pisarka dziecięca i młodzieżowa, poetka i dramaturg (zm. 1943)
- 7 grudnia – Paul Oskar Höcker, niemiecki pisarz, publicysta, dramatopisarz i wydawca (zm. 1944)
- 11 grudnia – Frida Stéenhoff, szwedzka pisarka i działaczka społeczna (zm. 1945)
- 30 grudnia – Rudyard Kipling, brytyjski pisarz, noblista 1907 (zm. 1936)
- Eugenia Żmijewska, polska powieściopisarka i tłumaczka literatury angielsko- i francuskojęzycznej (zm. 1923)